# Francesc Palau i Quer
Francesc Palau i Quer (Aitona, Segrià, 29 de desembre de 1811 - Tarragona, 20 de març de 1872) va ser un sacerdot, frare carmelita descalç, fundador de les congregacions dels Carmelites Descalços Terciaris, que van donar origen a les Germanes Carmelites Missioneres i Carmelites Missioneres Teresianes. Va ser beatificat per Joan Pau II en 1988.

## Vida
Francesc Palau era el setè dels nou fills de Josep Palau i Maria Antònia Quer, que formaven una família modesta dedicada a l'agricultura. Va créixer en un ambient molt devot i freqüentant l'església. Va estudiar a Lleida i als 17 anys va decidir de fer-se sacerdot.
Va entrar al seminari de Lleida l'octubre de 1828 i va obtenir una beca que li permeté de seguir els estudis. El 1832, va renunciar a la beca per a ingressar a l'orde dels carmelites descalços, a Barcelona.

### Vida religiosa
Entrà a l'orde carmelita com a postulant el 23 d'octubre de 1832, prenent el nom religiós de Francesc de Jesús, Maria i Josep. Va professar com a frare el 15 de novembre de 1833, estudiant teologia i filosofia al Convent de Sant Josep de Barcelona. El 1835, va tenir lloc la desamortització dels convents d'Espanya, amb alguns episodis d'anticlericalisme: el Convent de Sant Josep va ser incendiat i l'orde va ser suprimit.
Va recomençar la seva vida de retir ascètic a Aitona, a una cova vora de l'ermita romànica de sant Joan de Carratalà. Va ser ordenat sacerdot a Barbastre el 2 d'abril de 1836. Llavors va fer tasques pastorals i d'apostolat per Catalunya i Aragó. En 1840 es va exiliar a França, on visqué com a eremita fins a l'abril de 1851, als pobles pirinencs de Montdesir, Livron i Cantayrae. Les autoritats eclesiàstiques van criticar el seu estil de vida, retirat, com a contrari al sacerdoci i a les noves tendències del cristianisme, i Palau va escriure com a defensa la seva La vida solitaria no se opone a las funciones de un sacerdote sobre el altar, on defèn l'ascetisme.
Va tornar a Espanya el 21 d'abril de 1851. Va ser director del Seminari Conciliar de Barcelona i, a l'església de Sant Agustí Nou, funda l'anomenada Escola de la Virtut, on cada diumenge predica i publica el Catecismo de las virtudes, entre 1851 i 1854. Va tenir molt èxit i, a més d'assumptes religiosos, va tractar en les seves conferències i publicacions qüestions d'actualitat, com els moviments i ideologies del moment: Kant, els falansteris de Fourier, protestantisme, deïsme, associacions i sindicats, comunisme, dret d'associació, etc. Les autoritats polítiques, que buscaven un cap de turc de les revoltes obreres de 1854, van acusar l'Escola de la Virtut com a incitadora dels esvalotaments i la van prohibir. Malgrat que l'opinió majoritària a la premsa de la ciutat qualificava d'absurda la decisió, Palau va ser exiliat a Eivissa de 1854 a 1861.

### Eivissa
L'exili li va permetre de fer apostolat a l'illa, i després a Mallorca i Menorca. Freqüentment es retirava a l'illot d'es Vedrà a meditar-hi. Va fundar una casa i ermita a es Cubells i va entronitzar la Mare de Déu de les Virtuts. En 1860-1861, va reorganitzar els eremites de Sant Honorat de Randa i va meditar sobre la fundació d'una congregació que, vinculada a les carmelites descalces, es dediqués a l'apostolat actiu, l'ensenyament i l'assistència. Així, va fundar l'Orde Tercer de Germans i Germanes de la Mare de Déu del Carme i Santa Teresa de Jesús, en les seves branques masculina (1860, ja desapareguda) i femenina (1861), dividida després en les actuals congregacions de Carmelites Missioneres i Carmelites Missioneres Teresianes. Va escriure Mis relaciones con la Iglesia, de caràcter autobiogràfic.

### Últims anys
Va ser nomenat director dels Carmelites Terciaris espanyols el 1867. En 1868 va començar la publicació del setmanari El ermitaño, que va dirigir i, en bona part, escriure. Entre el gener i el març de 1872 redacta i prepara per a la publicació les regles i constitucions dels Carmelites Descalços Terciaris, que veuen la llum a Barcelona el mateix any.
Immers a la seva tasca d'apostolat i direcció de la congregació que havia fundat, el febrer de 1872 va anar fins a Calassanç (Osca) per assistir els empestats d'una epidèmia, on va contraure la malaltia. El 20 de març de 1872 moria a Tarragona.
Va ser beatificat per Joan Pau II el 24 d'abril de 1988. La seva festivitat és el 7 de novembre.

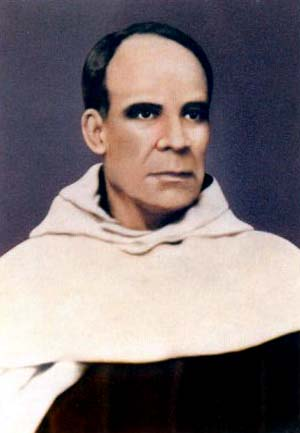
Retrat a partir d'una fotografia contemporània
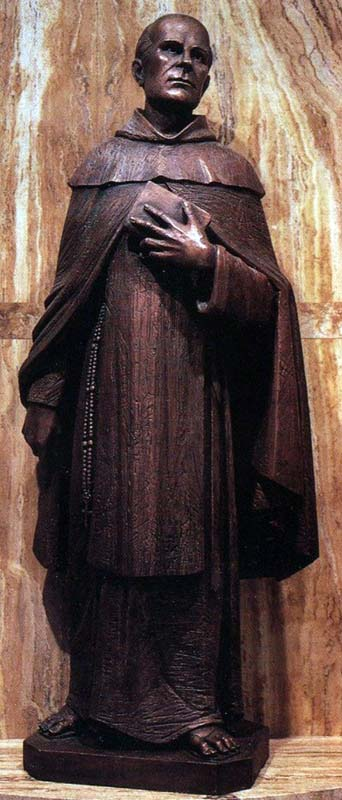
Escultura del beat, a la capella de les Carmelites Missioneres Teresianes de Tarragona
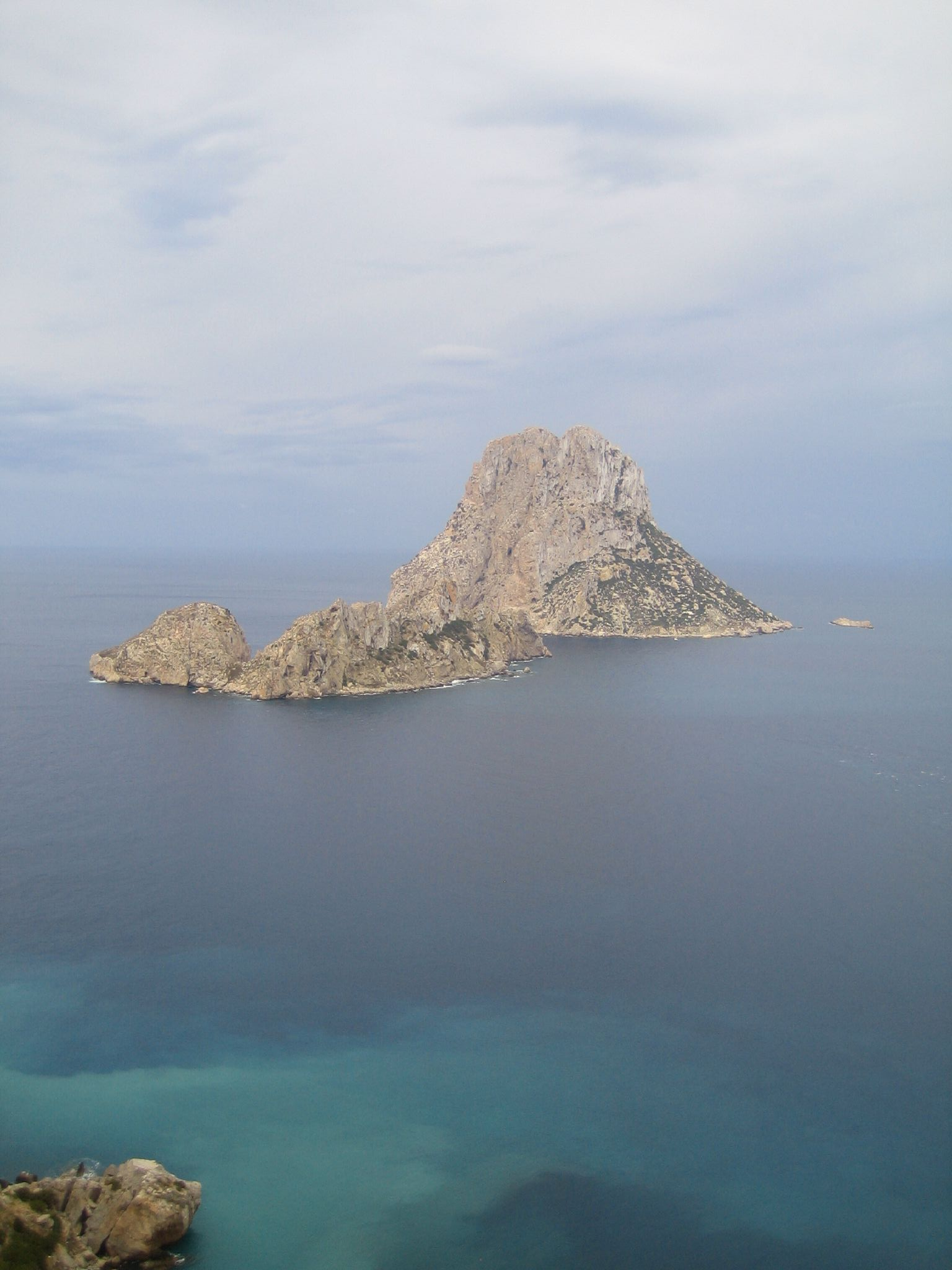
Illot des Vedrà, a Eivissa, lloc de retir del beat
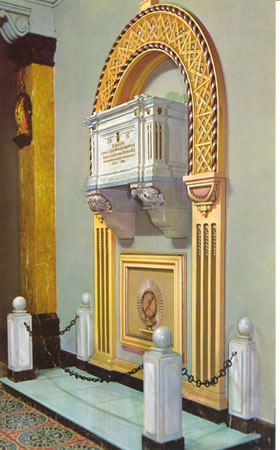
Antiga tomba del beat, a les Carmelites Missioneres Teresianes de Tarragona
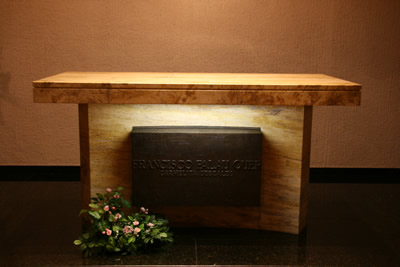
Actual tomba del beat, a la capella del beat a les Carmelites de Tarragona
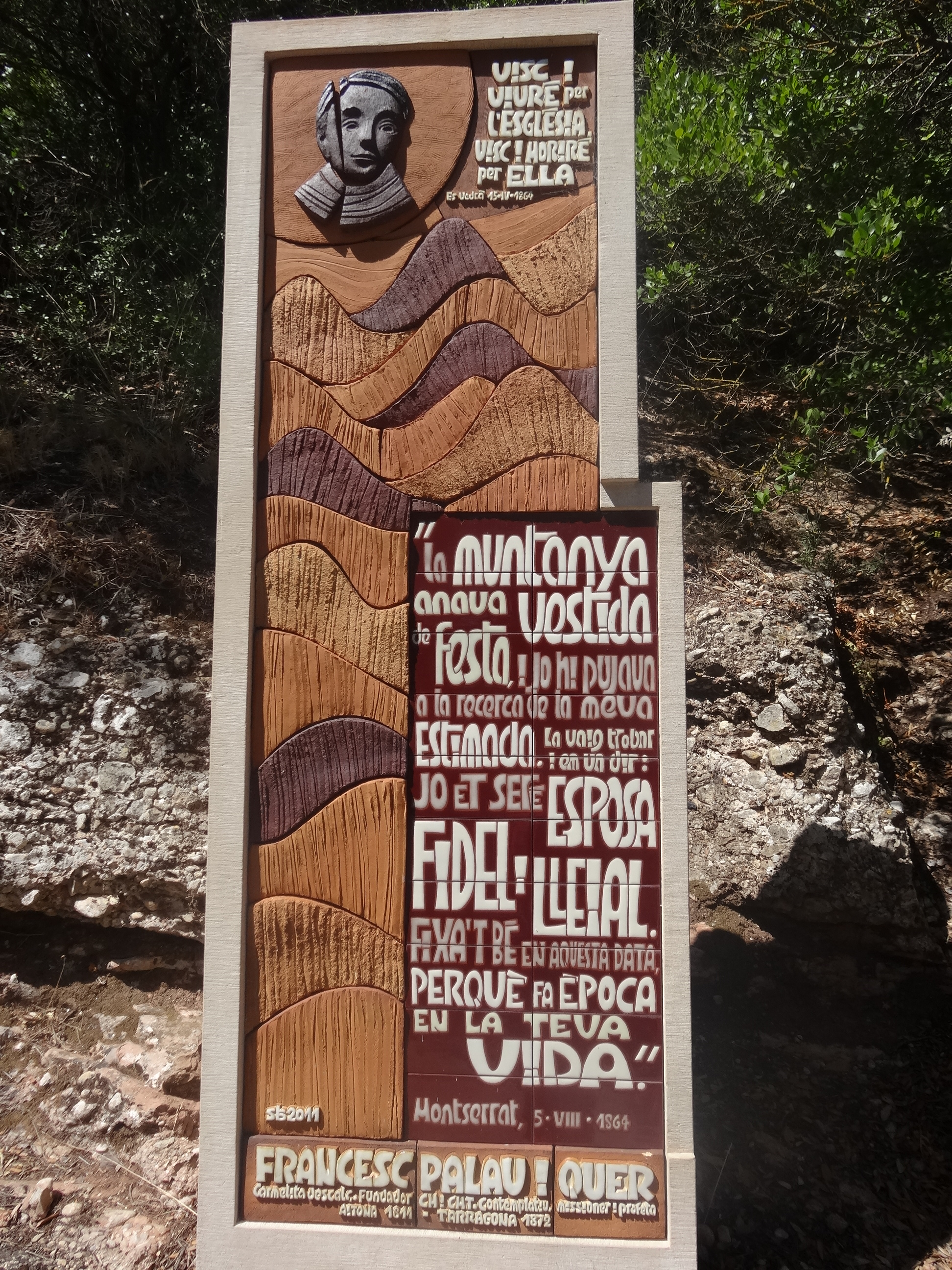
Monument al camí de Sant Miquel, a Montserrat

## Obres
Va escriure diverses obres (se'n donen el títol i el lloc i any de la primera edició; estan en orde cronològic):
- de caràcter pastoral i espiritual:
  - Lucha del alma con Dios, editada a Montauban en 1843.
  - Catecismo de las Virtudes, Barcelona 1852.
  - La escuela de la virtud vindicada, Madrid 1859.
  - Mes de María: flores del mes de mayo, Barcelona 1862.
  - La Iglesia de Dios figurada, Barcelona 1865.
- De caràcter autobiogràfic: 
  - La vida solitaria.
  - Mis relaciones con la Iglesia.
  - Cartas.

I els reglaments per a les congregacions de germans carmelites, en diverses redaccions: 1851, 1862, 1863, 1866-1867 i 1872.